# Karol Rathaus
Karol Rathaus, né Karl Leonhard Bruno Rathaus le 16 septembre 1895 à Tarnopol en Galicie (aujourd'hui Ternopil en Ukraine) et mort le 21 novembre 1954 à New York, est un compositeur polonais.

## Biographie
Karol Rathaus a commencé jeune à composer. Après son apprentissage de la musique et de la composition avec Franz Schreker à Berlin, il a occupé dans les années 1920 un poste de professeur de composition et de théorie de la musique à l'école supérieure de musique de Berlin. Ses premières compositions ont connu un grand succès.
En 1932 il émigre à Paris puis à Londres avant de s'installer finalement à New York, où il enseigne la composition au Queens College. Il est mort en 1954 à New York.
Ses compositions sont dans le style de Richard Strauss, Gustav Mahler, Igor Stravinsky et aussi de son maître Franz Schreker. Après son émigration consécutive à la montée du nazisme, Karol Rathaus s'est fait un nom comme compositeur de musiques de films. Sous le Troisième Reich, ses œuvres sont considérées comme « dégénérées » et interdites.

## Œuvres principales
- Sonate no 1 pour piano, op. 2 c-moll
- Symphonie no 1 pour orchestre, op. 5
- Symphonie no 2 pour orchestre, op. 7 (UA 1924 Francfort)
- Sonate no 2 pour piano, op. 8
- Sonate no 1 pour violon et piano, op. 14
- Quatre pièces de danse pour orchestre, op. 15
- Pastorale et Tanzweise pour chœurs mélangés a cappella, op. 17
- Le dernier Pierrot, op. 19 (Ballet en un acte)
- Sonate pour clarinette et piano, op. 21
- Ouverture, op. 22
- Une petite sérénade pour 4 instruments à vent et piano, op. 23
- Trois Mazurkas pour clavier, op. 24
- Terre étrangère, op. 25 (Opéra en 4 actes)
- Lied et fugue pour chœurs et orchestre de chambre, op. 26
- Suite pour violon et orchestre de chambre, op. 27
- Suite pour orchestre, op. 29
- Prélude et Toccata pour orgue, op. 32
- Trois lieder sur des textes de Calderón, op. 34
- Sérénade pour orchestre, op. 35
- Kontrapunktisches Triptychon, op. 37
- Quatre études pour piano, op. 38
- Pastorale et danse pour violon et piano, op. 39
- Sonate no 2 pour violon et piano, op. 43
- Jacob's Dream, Notturno pour orchestre, op. 44
- Concerto pour piano, op. 45
- Trois études pour piano, op. 46
- Symphonie no 3 pour orchestre, op. 50
- Paysage en six couleurs pour piano, op. 51
- Polonaise symphonique, op. 52
- Trio pour violon, clarinette et piano, op. 53
- Psaume XXIII, op. 54
- Vision dramatique orchestre, op. 55
- Quatuor à cordes no 4, op. 60
- Quatuor à cordes no 5, op. 71

Musiques de films
- 1930/31 : Der Mörder Dimitri Karamasoff
- 1933 : Les Aventures du roi Pausole
- 1933 : Mirages de Paris de Fedor Ozep
- 1934 : Amok
- 1937 : La Dame de pique
- 1939 : Laßt uns leben
- 1945 : Histadrut. Builder of a nation